# Phyllachora australis
Phyllachora australis är en svampart som beskrevs av C.A. Pearce & K.D. Hyde 2006. Phyllachora australis ingår i släktet Phyllachora och familjen Phyllachoraceae.   Inga underarter finns listade i Catalogue of Life.